# NGC 7735
NGC 7735 (również PGC 72165 lub UGC 12744) – galaktyka eliptyczna (E), znajdująca się w gwiazdozbiorze Pegaza. Odkrył ją John Herschel 5 września 1828 roku.